# Lijst van voetbalinterlands Rusland - Tsjechië
Deze lijst van voetbalinterlands is een overzicht van alle officiële voetbalwedstrijden tussen de nationale teams van Rusland en Tsjechië. De landen speelden tot op heden vier keer tegen elkaar. De eerste ontmoeting, een groepswedstrijd tijdens het Europees kampioenschap voetbal 1996, werd gespeeld in Liverpool  (Verenigd Koninkrijk) op 19 juni 1996. Het laatste duel, een vriendschappelijke wedstrijd, vond plaats op 10 september 2018 in Rostov aan de Don.

## Wedstrijden
| № | Plaats            | Datum             | Competitie        | Wedstrijd          | Uitslag |
| - | ----------------- | ----------------- | ----------------- | ------------------ | ------- |
| 1 | Liverpool         | 19 juni 1996      | EK 1996           | Tsjechië – Rusland | 3 – 3   |
| 2 | Wrocław           | 8 juni 2012       | EK 2012           | Rusland – Tsjechië | 4 – 1   |
| 3 | Innsbruck         | 1 juni 2016       | Vriendschappelijk | Tsjechië – Rusland | 2 – 1   |
| 4 | Rostov aan de Don | 10 september 2018 | Vriendschappelijk | Rusland – Tsjechië | 5 – 1   |

## Samenvatting
| Competitie        | Totaal gespeeld | Winst Rusland | Gelijk | Winst Tsjechië | Doelsaldo Rusland – Tsjechië |
| ----------------- | --------------- | ------------- | ------ | -------------- | ---------------------------- |
| EK-eindronde      | 2               | 1             | 1      | 0              | 7 − 4                        |
| Vriendschappelijk | 2               | 1             | 0      | 1              | 6 − 3                        |
| Totaal            | 4               | 2             | 1      | 1              | 13 − 7                       |

## Details

### Eerste ontmoeting
| EK 1996 (Liverpool, Engeland, 19 juni 1996): |              | |
| Tsjechië | 3 – 3        | Rusland |
| Jan Suchopárek 6' Pavel Kuka 19' Vladimír Šmicer 89'                                                                                                   | goals        | 49' Aleksandr Mostovoj 54' Omar Tetradze 85' Vladimir Bestsjastnych |
| Dušan Uhrin | bondscoach   | Oleg Romantsev |
| Petr Kouba Michal Horňák Luboš Kubík Jan Suchopárek Radoslav Látal Patrik Berger 90' Radek Bejbl Jiří Němec Pavel Nedvěd Pavel Kuka 64' Karel Poborský | opstellingen | Stanislav Tsjertsjesov Omar Tetradze Joeri Nikiforov 67' Illya Tsymbalar Sergey Gorlukovich Valeri Karpin Igor Yanovskiy Dmitri Chochlov 46' Igor Kolyvanov 46' Igor Simutenkov Vladislav Radimov |
| Vladimír Šmicer 64' Václav Němeček 90' | wissels      | 46' Vladimir Bestsjastnych 46' Aleksandr Mostovoj 67' Igor Shalimov |
| Pavel Nedvěd 60' Jiří Němec 77' | gele kaarten | 5' Joeri Nikiforov 26' Vladislav Radimov 28' Illya Tsymbalar 61' Igor Yanovskiy |

### Tweede ontmoeting
| EK 2012 (Wrocław, Polen, 8 juni 2012): |              | |
| Rusland | 4 – 1        | Tsjechië |
| Alan Dzagojev 15' Roman Sjirokov 24' Alan Dzagojev 79' Roman Pavljoetsjenko 82' | goals        | 52' Václav Pilař |
| Dick Advocaat | bondscoach   | Michal Bílek |
| Vjatsjeslav Malafejev Aleksandr Anjoekov Sergej Ignasjevitsj Joeri Zjirkov Aleksej Berezoetski Roman Sjirokov Igor Denisov Konstantin Zyrjanov Alan Dzagojev 85' Andrej Arsjavin Aleksandr Kerzjakov 72' | opstellingen | Petr Čech Theodor Gebre Selassie Michal Kadlec Roman Hubník Tomáš Sivok 46' Jan Rezek Tomáš Rosický Jaroslav Plašil Václav Pilař 75' Petr Jiráček 86' Milan Baroš |
| Roman Pavljoetsjenko 72' Aleksandr Kokorin 85' | wissels      | 46' Tomáš Hübschman 75' Milan Petržela 86' David Lafata |